# Wetumpka
Wetumpka is een plaats (city) in de Amerikaanse staat Alabama, en valt bestuurlijk gezien onder Elmore County.

## Demografie
Bij de volkstelling in 2000 werd het aantal inwoners vastgesteld op 5726.
In 2006 is het aantal inwoners door het United States Census Bureau geschat op 7313, een stijging van 1587 (27.7%).

## Geografie
Volgens het United States Census Bureau beslaat de plaats een oppervlakte van
23,0 km², waarvan 22,0 km² land en 1,0 km² water. Wetumpka ligt op ongeveer 85 m boven zeeniveau.

## Plaatsen in de nabije omgeving
De onderstaande figuur toont de plaatsen in een straal van 24 km rond Wetumpka.